# بوغاتسا
البوغتسة (اليونانية μπουγάτσα [buˈɣatsa]) هي معجنات إفطار يونانية (حلوة أو مالحة) تتكون من السميد والكسترد والجبن أو اللحم المفروم المحشو بين طبقات من الفيلو.

## أصلها
يأتي الاسم من الكلمة اليونانية البيزنطية πογάτσα (بوغتسة)، وربما كان لها أصل في كعكة المشيمة من العصر الروماني. لا تزال حلوى مماثلة تُعرف باسم المشيمة (باليونانية: πλατσέντα) في جزيرة ليسبوس في اليونان.  

توجد في صلونيك وفي منطقة مقدونيا الوسطى في شمال اليونان، ولا سيما مدينة سيريس، حيث تم جلبها في القرن العشرين من قبل اللاجئين اليونانيين من القسطنطينية. يختلف طعم البوغتسة بين مناطق اليونان. على سبيل المثال، بوغتسة في فيريا حلوة جدًا ومليئة بالقشدة، في حين أنها في صلونيك مقرمشة وليست حلوة.

## طريقة إعدادها

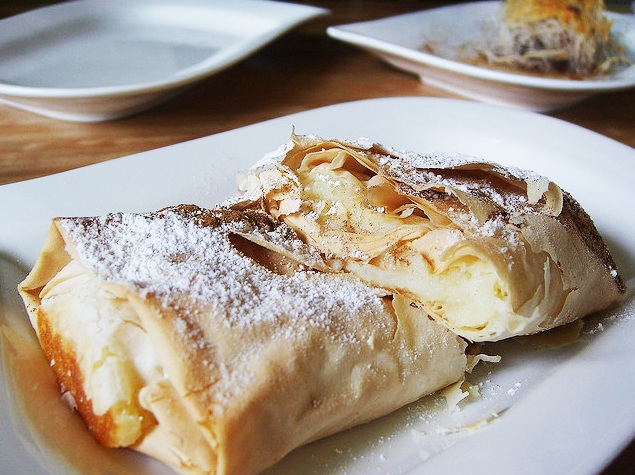

تُحضر تلبوغتسة اليونانية من عجينة فيلو ملفوفة حول حشوة. بعد أن يتم خبزها، تُقطع إلى قطع وتقدم ساخنة. إذا كانت الحشوة عبارة عن كاسترد من السميد، فيمكن رش المعجنات قليلاً بمسحوق السكر والقرفة.
تُصنع معظم البوغتسة الحديثة من رقائق الفيلو المصنوعة آليًا، ولكن لا تزال توجد بعض المقاهي والمخابز التي تبيع البوغتسة المصنوعة يدويًا، خاصة في البلدات والقرى الأصغر في اليونان.